# کادر بامبا
کادر بامبا (انگلیسی: Kader Bamba؛ زادهٔ ۲۵ آوریل ۱۹۹۴) بازیکن فوتبال اهل فرانسه است.
از باشگاه‌هایی که در آن بازی کرده‌است می‌توان به باشگاه فوتبال لو مان و باشگاه فوتبال نانت اشاره کرد.